# Hồ Cưỡng
Hồ Cưỡng (còn gọi là Hồ Hồng, tên chữ là: Hồ Phúc Thiện), là một vị tướng vào cuối đời Trần, ông sinh khoảng niên hiệu Đại Trị (1358 - 1369) đời Trần Dụ Tông. Năm Quý Dậu năm thứ 6 (1393 - Hồng Đức thứ 26), ông được đề cử làm Giám quân tả thánh dực và làm Đại Trị châu lộ Diễn Châu. Hồ Cưỡng được coi là vị Tổ đã có công khai cơ lập ấp ở Quỳnh Đôi, Quỳnh Lưu, Nghệ An và Nhân Trạch, Bố Trạch, Quảng Bình.
Cuối thế kỷ XIV, thế lực của Hồ Quý Ly ngày một lớn mạnh, Hồ Cưỡng được Hồ Quý Ly phong chức Chánh đội trưởng, chỉ huy một đạo quân trên 2.000 người vào đánh Chăm Pa ở miền Thuận Hóa. Sau khi đến đây, ông lấy thêm một bà vợ lẽ và lập nên họ Hồ ở vùng Lý Nhân Nam (tức xã Nhân Trạch, huyện Bố Trạch bây giờ). Từ đó, ông chiêu dân lập ấp, khai khẩn đất đai và trở thành ông tổ họ Hồ của vùng đất Lý Nhân Nam. Ông cũng đã nhiều lần lãnh đạo người dân đi đánh giặc ở khắp nơi, tiêu biểu như trận đánh ở cửa sông Nhật Lệ, ở Phú Hội, ở hồ Bàu Tró...
Hồ Cưỡng sinh được 4 người con: 2 trai và 2 gái. Con trai đầu là ông Hồ Hân, người có công theo giúp Lê Lợi đánh quân Minh, ông được phong là Tả quốc công thần. Ông Hồ Nhân là một vị tướng giỏi của triều Lê, giữ chức Tráng vũ tướng quân, Tả hữu trụ quốc đô thống, Tước hoan quận công. Nhiều người thuộc dòng họ của ông sau này cũng góp công lớn trong việc bảo vệ đất nước chống ngoại xâm, văn bia họ Hồ ở Quỳnh Lưu, Nghệ An có đoạn ghi: "Đông các Hồ Sỹ Dương, Hoàng giáp Hồ Phi Tích, Hồ Sỹ Đống đã đem tài nội trợ ngoại giao ra kinh bang tế thế. Khi thực dân Pháp xâm lược Việt Nam (1858), tiến sĩ Hồ Sỹ Tuấn đã dâng sớ chống nghị hoà, tuần vũ Hồ Trọng Đình giữ vững thành an bang, Án sát Hồ Bá Ôn tử tiết với thành Nam Định...".

## Lăng mộ tại Nhân Trạch (Bố Trạch)
Bài vị ông Hồ Cưỡng và cha là Hồ Kha được người dân thờ ở Đền thành hoàng của làng. Cả hai cha con đều được vua Khải Định sắc phong là Dực bảo trung hưng thần, đồng thời cho xây khuôn viên lăng mộ với nhiều họa tiết độc đáo. Sắc phong được tạm dịch như sau: "Ban sắc làng Quỳnh Đôi, thuộc tổng Phủ Hậu, huyện Quỳnh Lưu, tỉnh Nghệ An có trách nhiệm thờ phụng ông khai canh Hồ Hồng, người đã rõ rệt linh ứng. Nay nhân dịp mừng tứ tuần đại khánh của Trẫm, Trẫm ban chiếu gia ân thăng trật, nay phong ông làm Thần dực Bảo Trung hưng linh phù, chuẩn y cho địa phương thờ phụng thần để thần bảo hộ lê dân của Trẫm. Khai tại triều vua Khải định năm thứ chín, ngày 25 tháng 7".
Mặt trước của bia có khắc bốn câu thơ do vua Khải Định ban tặng:
Ngũ giới nam dương quý khí ngọc cửa thần
Thiên văn uy lệ quý hiền dâng chi mục.
Huyết hoàng quy thủy quý thiết ví lâm vi.
Nhật nguyệt như chi quý nhơn trường thủy địa.
Hiện nay, lăng mộ này nằm trên đường Quốc lộ 1, từ cầu Chánh Hòa (thuộc huyện Bố Trạch) đi về phía Đông theo đường huyện lộ chừng 3 km, do bị xuống cấp bởi thời gian và chiến tranh, dòng họ Hồ ở Nhân Trạch, Bố Trạch đã chuyển phần mộ của ông về tại khuôn viên lăng mộ dòng họ Hồ ở Nhân Trạch.